# Асцидія арктична
Асцидія арктична (Ascidia prunum) — вид морських покривників. Зустрічається в морях і океанах поблизу берегів Північної Америки, Гренландії, Скандинавії, Шпіцбергену.